# آلبرتو آچا
آلبرتو آچا (اسپانیایی: Alberto Achá‎؛ ۱۸ فوریهٔ ۱۹۱۷ – ۱۸ فوریهٔ ۱۹۶۵) بازیکن فوتبال اهل بولیوی بود.
از باشگاه‌هایی که در آن بازی کرده‌است می‌توان به باشگاه فوتبال استرونگست اشاره کرد.
وی همچنین در تیم ملی فوتبال بولیوی بازی کرده‌است.